# Gunungiella tridachi
Gunungiella tridachi är en nattsländeart som beskrevs av Schmid 1968. Gunungiella tridachi ingår i släktet Gunungiella och familjen stengömmenattsländor. Inga underarter finns listade i Catalogue of Life.